# Nikolaï Koultchitski
Nikolaï Konstantinovitch Koultchitski (en russe : Никола́й Константи́нович Кульчи́цкий), né le 16 janvier 1856 à Kronstadt et décédé le 30 janvier 1925 à Oxford, est un médecin et homme politique russe.
Il fut le dernier ministre de l'Instruction publique de la Russie impériale du 27 décembre 1916 au 28 février 1917.